# Tilman Strauß
Tilman Strauß (* 1982 in Ulm) ist ein deutscher Schauspieler.

## Leben
Tilman Strauß absolvierte sein Schauspielstudium an der Akademie für Darstellende Kunst in Ulm und anschließend von 2006 bis 2010 an der Hochschule für Schauspielkunst „Ernst Busch“ in Berlin. In der Spielzeit 2005/06 trat er am Theater Ulm auf. Während seines Studiums hatte er Gastengagements u. a. am bat-Studiotheater in 4.48 Psychose von Sarah Kane (Regie: Pedro Martin Beja, 2009) und am Maxim Gorki Theater in Berlin in Hamlet (als Bernardo/Güldenstern; Regie: Tilmann Köhler, 2008).
Von 2009 bis 2016 war er festes Ensemblemitglied an der Berliner Schaubühne. Dort trat er u. a. in folgenden Rollen auf: als Karl von Moor in Die Räuber (Regie: Lars Eidinger, 2008), als Volker in Die Nibelungen (Regie: Marius von Mayenburg, 2009), als Tomas in Dämonen von Lars Norén (Regie: Thomas Ostermeier, 2010), als Jean in Fräulein Julie (Regie: Katie Mitchell und Leo Warner, 2010), als Cassio in Othello (Regie: Thomas Ostermeier, 2010), als Johannes Vockerath in Einsame Menschen (Regie: Friederike Heller, 2011), als Onegin in Eugen Onegin (Regie: Alvis Hermanis, 2011), als Mercutio in Romeo und Julia (Regie: Lars Eidinger, 2013) und als Valère in Tartuffe (Regie: Michael Thalheimer, 2013).
2014 wirkte er an der Berliner Schaubühne in der Uraufführung von NEVER FOREVER von Falk Richter und TOTAL BRUTAL (Text und Regie: Falk Richter, UA 2014) mit. 2015 gehörte er zum Ensemble der Uraufführung von Falk Richters Stück FEAR. Seit der Spielzeit 2016/17 tritt Strauß mit einem Gastvertrag weiterhin an der Berliner Schaubühne auf.
Seit Beginn der Spielzeit 2017/18 gehört Tilman Strauß zum Ensemble des Deutschen Schauspielhauses in Hamburg. Im Oktober 2017 wirkte er dort in der Uraufführung des Stücks Am Königsweg von Elfriede Jelinek mit.
Strauß übernahm auch einige Film- und Fernsehrollen. In dem Filmdrama Wir waren Könige (Regie: Philipp Leinemann), das im Juni 2014 seine Premiere auf dem Filmfest München hatte, spielte Strauß eine der Hauptrollen; er spielte Thorsten, den knallharten älteren Anführer einer Jugendclique. Im Bremer Tatort: Die Wiederkehr (Erstausstrahlung: März 2015) verkörperte er, unter der Regie von Florian Baxmeyer, den „skrupellosen Revolverhelden“ Klaas Naumann, der seine Ex-Freundin gewaltsam zurückholen will. In der ZDF-Krimireihe München Mord übernahm er in dem Fernsehfilm Auf der Straße, nachts, allein (Erstausstrahlung: Oktober 2017) eine Nebenrolle als Callboy Holger Gerl. In der ZDF-Krimireihe Ein starkes Team spielte er im Film Wespennest (Erstausstrahlung: Oktober 2017) ebenfalls eine Nebenrolle; er war Dennis Bodowski, ein Mitarbeiter vom kinder- und jugendpsychologischen Beratungsdienst. Im Kinofilm Feierabendbier, der seine Premiere bei den Internationalen Filmfestspiele Berlin 2018 hatte, spielt Tilman Strauß die Hauptrolle: einen phlegmatischen Barkeeper, der in einer Identitätskrise steckt.
In der 17. Staffel der ZDF-Serie SOKO Köln (2018) übernahm er eine der Episodenhauptrollen als tatverdächtiger, vorbestrafter Türsteher und alter Schulfreund der zum festen Ermittlerteam gehörenden Polizeikommissarin Lilly Funke. In der 4. Staffel der TV-Serie In aller Freundschaft – Die jungen Ärzte (2019) spielte er ebenfalls eine der Episodenhauptrollen als besorgter werdender Vater, dessen schwangere Freundin bei einem Verkehrsunfall schwer verletzt wird. In der ZDF-Krimiserie Der Alte (2019) übernahm Strauß eine Episodenhauptrolle als tatverdächtiger Geschäftsführer eines Pharmakonzerns. Im Polizeiruf 110: Söhne Rostocks des Ermittlerteams Bukow und König (Erstausstrahlung: Januar 2020) verkörperte er eine der Hauptrollen, den flüchtigen und „getriebenen“ Rostocker Jungunternehmer und „Glücksritter“ Michael Norden. Im sechsten Solo-für-Weiss-Film Solo für Weiss – Das letzte Opfer (2021) war er in einer „in Erinnerung bleibenden“ Doppelrolle als Mehrfachmörder Arnold Martens und dessen Bruder zu sehen.
Strauß lebt in Berlin.

## Auszeichnungen
2009 erhielt er den Ensemblepreis beim Theatertreffen Deutschsprachiger Schauspielstudierender in Zürich. 2014 war er für den Förderpreis Deutsches Kino in der Kategorie „Bester Darsteller“ für seine Rolle im Film Wir waren Könige nominiert.

## Filmografie (Auswahl)
- 2013: Dead (Kinofilm)
- 2013: Die Erfindung der Liebe (Kinofilm)
- 2014: Wir waren Könige (Kinofilm)
- 2015: Tatort: Die Wiederkehr (Fernsehreihe)
- 2016: Fanny und die gestohlene Frau (Fernsehfilm)
- 2017: München Mord: Auf der Straße, nachts, allein (Fernsehreihe)
- 2017: Ein starkes Team: Wespennest (Fernsehreihe)
- 2017: Lux – Krieger des Lichts (Kinofilm)
- 2018: Feierabendbier (Kinofilm)
- 2018: SOKO Köln: Rocky (Fernsehserie, eine Folge)
- 2019: In aller Freundschaft – Die jungen Ärzte: Außer Atem (Fernsehserie, eine Folge)
- 2019: Der Alte: Vergiftete Freundschaft (Fernsehserie, eine Folge)
- 2019: Limbo (Kinofilm)
- 2020: Polizeiruf 110: Söhne Rostocks (Fernsehreihe)
- 2021: Tatort: Heile Welt (Fernsehreihe)
- 2021: Solo für Weiss – Das letzte Opfer (Fernsehreihe)
- 2021: Tatort: Masken (Fernsehreihe)
- 2022: Tatort: Gier und Angst
- 2023: Tatort: Cash
- 2024: Tatort: Made in China
- 2025: Spuren (Miniserie)
- 2025: Tatort: Abstellgleis